# UCI Africa Tour 2017
L'UCI Africa Tour 2017 fu la tredicesima edizione dell'UCI Africa Tour, uno dei cinque circuiti continentali di ciclismo dell'Unione Ciclistica Internazionale. Era composto da ventuno corse che si svolsero tra ottobre 2016 e settembre 2017 in Africa. Il vincitore della classifica individuale fu il sudafricano Willie Smit, migliore squadra fu la tedesca Bike Aid, mentre la migliore nazione classificata fu l'Eritrea.

## Calendario

### Ottobre 2016
| Data | Prova        | Cat. | Vincitore       | Squadra      |
| ---- | ------------ | ---- | --------------- | ------------ |
| 28-6 | Tour du Faso | 2.2  | Harouna Ilboudo | Burkina Faso |

### Novembre 2016
| Data  | Prova          | Cat. | Vincitore         | Squadra             |
| ----- | -------------- | ---- | ----------------- | ------------------- |
| 13-20 | Tour du Rwanda | 2.2  | Valens Ndayisenga | Team Dimension Data |

### Febbraio
| Data | Prova                                    | Cat. | Vincitore          | Squadra                        |
| ---- | ---------------------------------------- | ---- | ------------------ | ------------------------------ |
| 3    | Grand Prix Sakia El Hamra                | 1.2  | Ahmed Galdoune     | Delio Gallina Colosio          |
| 5    | Grand Prix Oued Eddahab                  | 1.2  | Ivan Balykin       | Torku Şekerspor                |
| 6    | Grand Prix Al Massira                    | 1.2  | Ahmet Örken        | Torku Şekerspor                |
| 9    | Trophée princier                         | 1.2  | Thomas Vaubourzeix | Nice Cycling Team              |
| 11   | Trophée de l'anniversaire                | 1.2  | Umberto Marengo    | Delio Gallina Colosio Eurofeed |
| 12   | Trophée de la maison royale              | 1.2  | Ahmed Galdoune     | Delio Gallina Colosio Eurofeed |
| 14   | Campionati africani - Cronometro squadre | CC   | Eritrea            | Eritrea                        |
| 16   | Campionati africani - Cronometro         | CC   | Meron Teshome      | Eritrea                        |
| 19   | Campionati africani - In linea           | CC   | Willie Smit        | Sudrafica                      |
| 27-5 | La Tropicale Amissa Bongo                | 2.1  | Yohann Gène        | Direct Énergie                 |

### Marzo
| Data  | Prova            | Cat. | Vincitore        | Squadra  |
| ----- | ---------------- | ---- | ---------------- | -------- |
| 11-19 | Tour du Cameroun | 2.2  | Nikodemus Holler | Bike Aid |

### Aprile
| Data  | Prova                             | Cat. | Vincitore          | Squadra                     |
| ----- | --------------------------------- | ---- | ------------------ | --------------------------- |
| 7-16  | Tour du Maroc                     | 2.2  | Anass Aït El Abdia | UAE Team Emirates           |
| 15    | Fenkil Northern Red Sea Challenge | 1.2  | Pierpaolo Ficara   | Amore & Vita-Selle SMP      |
| 16    | Massawa Circuit                   | 1.2  | Simon Musie        | Selezione nazionale Eritrea |
| 18-22 | Tour Eritrea                      | 2.2  | Zemenfes Solomon   | Selezione nazionale Eritrea |
| 22-29 | Tour du Sénégal                   | 2.2  | Islam Mansouri     | Vélo Club Sovac             |
| 23    | Asmara Circuit                    | 1.2  | Mikiel Habtom      | EriTel                      |

### Maggio
| Data  | Prova           | Cat. | Vincitore       | Squadra    |
| ----- | --------------- | ---- | --------------- | ---------- |
| 10-14 | Tour de Tunisie | 2.2  | Matthias Legley | Naturablue |

### Agosto
| Data | Prova             | Cat. | Vincitore   | Squadra     |
| ---- | ----------------- | ---- | ----------- | ----------- |
| 28-1 | Tour Meles Zenawi | 2.2  | Willie Smit | Rías Baixas |

### Settembre
| Data  | Prova                 | Cat. | Vincitore     | Squadra                           |
| ----- | --------------------- | ---- | ------------- | --------------------------------- |
| 10-16 | Tour de Côte d'Ivoire | 2.2  | Dieter Bouvry | Selezione regionale delle Fiandre |

### Ottobre
| Data  | Prova                   | Cat. | Vincitore      | Squadra       |
| ----- | ----------------------- | ---- | -------------- | ------------- |
| 11-15 | Grand Prix Chantal Biya | 2.2  | Clovis Kamzong | SNH Velo Club |

## Classifiche
Classifiche finali
| Pos. | Corridore           | Squadra         | Punti |
| ---- | ------------------- | --------------- | ----- |
| 1    | Willie Smit         | CC Rías Baixas  | 353   |
| 2    | Meron Abraham       |                 | 344   |
| 3    | Ahmed Galdoune      | Delio Gallina   | 283   |
| 4    | Meron Teshome       | Bike Aid        | 247   |
| 5    | Valens Ndayisenga   | Tirol Cycling   | 178   |
| 6    | Zemenfes Solomon    |                 | 175   |
| 7    | Tesfom Okubamariam  | Interpro        | 160   |
| 8    | Ali Nouisri         |                 | 154   |
| 9    | Salaheddine Mraouni | Kuwait-Cartucho | 149   |
| 10   | Awet Habtom         | Bike Aid        | 148   |

| Pos. | Squadra                | Punti |
| ---- | ---------------------- | ----- |
| 1    | Bike Aid               | 590   |
| 2    | Dimension Data-Qhubeka | 370   |
| 3    | Torku Şekerspor        | 196   |
| 4    | VIB Bikes              | 192   |
| 5    | Direct Énergie         | 190   |
| 6    | Tirol Cycling Team     | 178   |
| 7    | Start Vaxes            | 176   |
| 8    | Vélo Club Sovac        | 171   |
| 9    | Interpro Academy       | 160   |
| 10   | Kuwait-Cartucho.es     | 149   |

| Pos. | Nazione      | Punti   |
| ---- | ------------ | ------- |
| 1    | Eritrea      | 1 683   |
| 2    | Sudafrica    | 1 239   |
| 3    | Marocco      | 1 041,5 |
| 4    | Ruanda       | 671     |
| 5    | Algeria      | 574     |
| 6    | Tunisia      | 448     |
| 7    | Etiopia      | 291     |
| 8    | Burkina Faso | 204     |
| 9    | Namibia      | 143     |
| 10   | Mauritius    | 108     |